# Franz Danzi

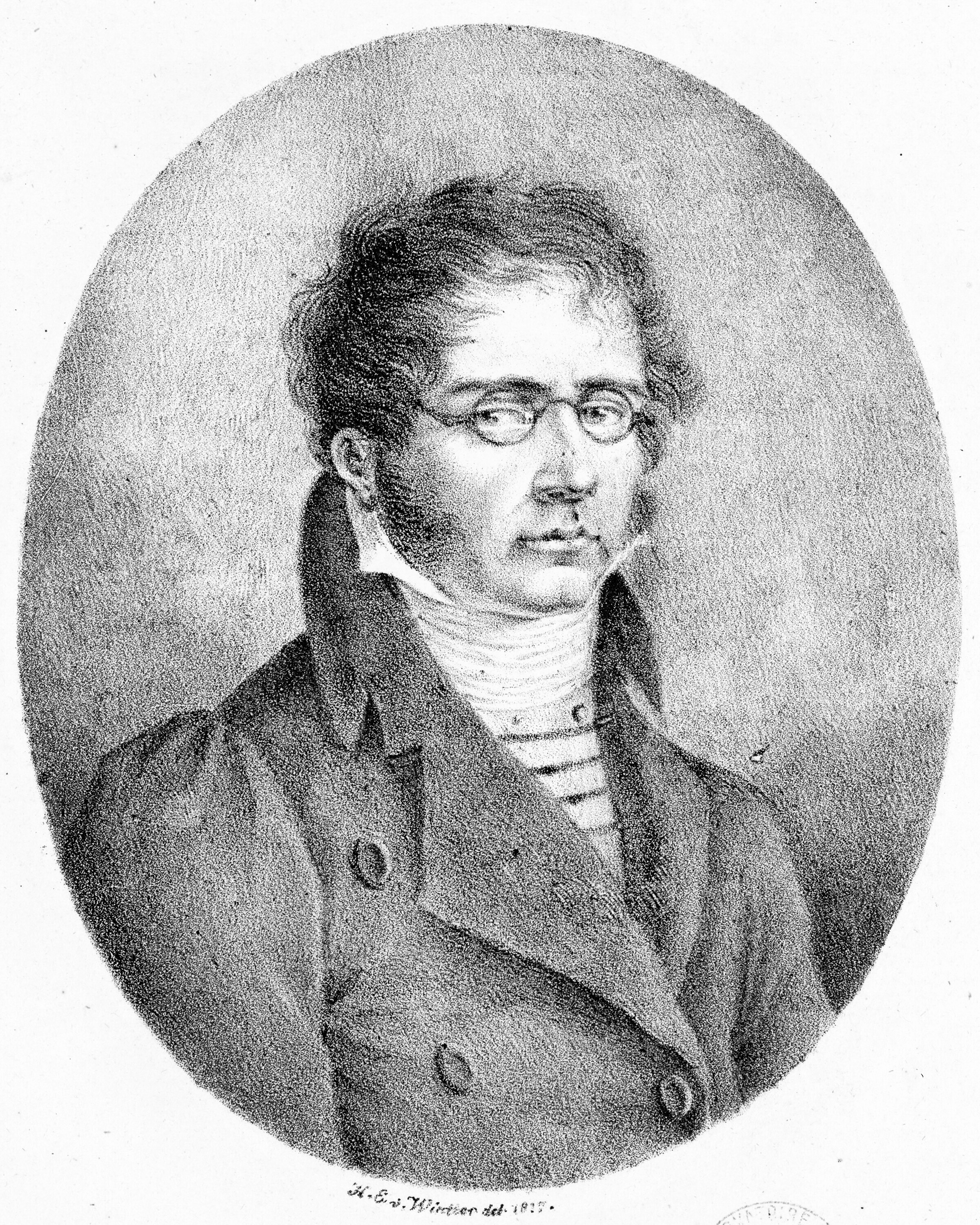
Franz Danzi

Franz (Ignaz) Danzi (* 15. Mai 1763 in Schwetzingen; † 13. April 1826 in Karlsruhe) war ein deutscher Komponist, Kapellmeister und Violoncellist.

## Leben
Als Sohn des italienischen Violoncellisten Innocenz Danzi (* um 1730, † 26. April 1798 in München) wurde Franz Danzi wie auch seine Schwester Franziska (Dorothea) Lebrun-Danzi zunächst vom Vater und dann von Georg Joseph Vogler unterrichtet. Als die kurfürstliche Hofkapelle 1778 nach München übersiedelte, blieb Danzi in Mannheim. Er wurde Orchestermitglied und Opernrepetitor am neuen Hof- und Nationaltheater. 1780 fand dort die Uraufführung seiner ersten Oper Azakia statt. Bereits 1781 ging er nach München, wo er im Januar 1784 den Vertrag als Solo-Violoncellist in der Nachfolge seines Vaters unterzeichnete. Von 1790 bis 1796 gastierte das Ehepaar sehr erfolgreich in Leipzig, Prag, Venedig und Florenz. 1796 kehrten sie nach München zurück. Seit 1798 wirkte Franz Danzi als Vizekapellmeister in München. Nach dem Tod seiner Frau am 11. Juni 1800 zog er sich mehrere Jahre von öffentlichen Tätigkeiten zurück. Von 1807 bis 1812 war er Hofkapellmeister am Königlichen Hoftheater Stuttgart. Außerdem war er als Kompositionslehrer und Inspektor der Bläserabteilung am 1811 gegründeten Kunstinstitut des Waisenhauses (Karlsschule) tätig. Ab 1812 bis zu seinem Tode wirkte Danzi als Hofkapellmeister an der Badischen Hofkapelle Karlsruhe.
Als Dirigent setzte Danzi sich einerseits für die Opern Mozarts, andererseits für das Schaffen seines Freundes Carl Maria von Weber ein, den er auch kompositorisch beeinflusste. Stilistisch fußt er in der Klassik bzw. der Tradition der Mannheimer Schule und ist als einer der Wegbereiter der Romantik anzusehen.
Danzi heiratete 1790 die Sopranistin und Komponistin Maria Margarethe Marchand (1768–1800), eine Tochter des Münchener Theaterdirektors Theobald Marchand (1741–1800).

## Werke (Auswahl)
Opern
- Cleopatra (Johann Leopold Neumann), Duodrama 1 Akt (1780 Mannheim, Hoftheater)
- Azakia (Christian Friedrich Schwan), Singspiel 3 Akte (1780 Mannheim, Hoftheater)
- Der Sylphe (Friedrich Ludwig Wilhelm Meyer), Operette 1 Akt (1788 Mannheim, Hoftheater)
- Der Triumph der Treue (Johann Friedrich Binder von Krieglstein), Singspiel 3 Akte (1789 München, Hoftheater)
- Der Quasimann (Matthias Georg Lambrecht), komische Oper 2 Akte (1789 München, Hoftheater)
- Die Mitternachtsstunde (Matthias Georg Lambrecht), komische Oper 3 Akte (1798 München, Hoftheater)
- Der Kuß (Matthias Georg Lambrecht), tragikomische Oper 3 Akte (1799 München, Hoftheater)
- El Bondocani (Matthias Georg Lambrecht), Singspiel 1 Akt (1802 München, Hoftheater)
- Iphigenie in Aulis (Karl Reger), ernsthafte Oper 3 Akte (1807 München, Hoftheater)
- Deucalion et Pirrha (Jean-Jacques d’Hogguer? nach Germain François Poullain de Saint-Foix), Oper 1 Akt (komponiert um 1810)
- Dido (Georg Reinbeck), Melodram 1 Akt (1811 Stuttgart, Hoftheater)
- Camilla und Eugen oder Der Gartenschlüssel (Franz Karl Hiemer), Singspiel 1 Akt (1812 Stuttgart, Hoftheater)
- Der Berggeist oder Schicksal und Treue (Karl Philipp von Lohbauer), romantische Oper 2 Akte (1813 Karlsruhe, Hoftheater)
- Malvina (Georg Christian Römer), Singspiel 3 Akte (1814 Karlsruhe, Hoftheater)
- Turandot (Carlo Gozzi), Singspiel 2 Akte (1816 Karlsruhe, Hoftheater)
- Die Probe, komische Oper 1 Akt (1817 Karlsruhe, Hoftheater)

Lieder
- Sechs deutsche Lieder mit Begleitung des Piano-Forte, 14tes Werk (1803)

Instrumentalwerke
- 6 Sinfonien
- 4 Konzerte für Flöte und Orchester (G-Dur op. 30, d-Moll op. 31, d-Moll op. 42, D-Dur op. 43)
- Sinfonia concertante für Flöte, Klarinette und Orchester B-Dur op. 41
- Konzert für Klarinette, Fagott und Orchester B-Dur op. 47
- 5 Konzerte für Fagott und Orchester
- 2  Konzerte für Horn und Orchester
- 9 Bläserquintette (jeweils 3 in op. 56, 67 und 68)
- 2 Quintette für Klavier, Flöte, Oboe, Klarinette und Fagott (op. 53, 54)
- 1 Quintett für Klavier, Oboe, Klarinette, Horn und Fagott (op. 41)
- 3 Quintette für Flöte und Streichquartett
- 3 Trios op. 71 für Flöte, Violine und Violoncello
- Streichquartette
- Sonate für Bassetthorn und Klavier op. 62

Es existieren zahlreiche CD-Aufnahmen seiner Werke.

## Sonstiges
Der neue Konzertsaal des Kulturzentrums der Stadt Schwetzingen trägt seit dem 19. Juni 2005 den Namen Danzis.